# Dichagyris herculea
Dichagyris herculea là một loài bướm đêm thuộc họ Noctuidae. Nó được tìm thấy ở Afghanistan, Pakistan, Ấn Độ, Tây Tạng và Nepal.
It was first described as a form của Rhyacia flammatra (which is now Dichagyris flammatra), Rhyacia flammatra f. herculea.